# Кіто Лоренц
Кіто Лоренц (в. -луж. Kito Lorenc; нар. 4 березня 1938, Слепо, Німеччина — 24 вересня 2017, Баутцен, Німеччина) — лужицький письменник, есеїст, перекладач, казкар і байкар. Писав на верхньолужицькій і німецькій мовах. Член Саксонської академії мистецтв. Онук лужицького письменника Якуба Лоренц-Залеського.

## Біографія
Народився 4 березня 1938 року в лужицькому селі Слепо. З 1952 року по 1956 роки навчався в середній школі-інтернаті в Котбусі. З 1956 року по 1961 рік вивчав славістику в Лейпцигу. З 1961 року по 1972 рік працював молодшим науковим співробітником в Інституті сербського народознавства в Баутцені. З 1972 року по 1979 рік працював драматургом в Державному ансамблі сербської народної культури. 18 грудня 2008 року отримав почесну наукову ступінь доктора наук на факультеті мовознавства, літератури і культурології Дрезденського технічного університету.

## Твори
- «Nowe časy — nowe kwasy», байки, 1962;
- «Swĕtło, prawda, swobodnosć», Antologija serbskeho basnjenja, 1963;
- «Po pućach časnikarki», переклад з нижньолужицької збірки віршів Міни Віткойц, 1964;
- «Serbske fabule», переклад з нижньолужицької творів Гандрія Зейлера, 1966;
- "Struga. Bilder einer Landschaft " , Verszyklus, sorbisch-deutsch, 1967;
- «Der betresste Esel», казки, переклад з нижньолужицької творів Гандрія Зейлера, 1969;
- «Poesiealbum 143», 1979;
- «Sorbisches Lesebuch / Serbska čitanka», антологія, 1981;
- «Die Rasselbande im Schlamassellande», дитяча книга, 1983;
- «Wortland», 1984;
- «Flurbereinigung», байки, 1988;
- «Gegen den grossen Popanz», байки, 1990;
- «Achtzehn Gedichte der Jahre 1990—2002»;
- «Aus jenseitigen Dörfern», антологія, 1992;
- «An einem schönbemalten Sonntag», байки, 2000;
- «Die Unerheblichkeit Berlins», лірика, 2000;
- «Zungenblätter», 2002;
- «Das Meer Die Insel Das Schiff», антологія, 2004;
- «Die wendische Schiffahrt», 2004;
- «Kepsy-barby / Fehlfarben», байки, 2005;
- «Serbska poezija», 2008.

## Нагороди
- Державна премія НДР імені Генріха Гейне;
- Літературна премія Домовіни;
- Премія імені Генріха Гейне;
- Премія імені Германа Гессе;
- Премія Берлінської академії мистецтв;
- Премія імені Якуба Чишинського;
- Премія імені Лессінга Вільної держави Саксонії — нагороджений 17 січня 2009 року;
- Премія Петрарки — нагороджений 23 червня 2012 року.